# بربارة إرينريك
بربارة إرينريك (بالإنجليزية: Barbara Ehrenreich)‏ (26 أغسطس 1941، 2 سبتمبربوتي في الولايات المتحدة - 2 سبتمبر 2022)؛ صحفية، سياسية، مؤرخة، كاتِبة وروائية أمريكية. درست في جامعة روكفلر.

## الجوائز
- زمالة غوغنهايم
- جائزة إيراسموس

## روابط خارجية
- بربارة إرينريك على موقع IMDb (الإنجليزية)
- بربارة إرينريك على موقع ميوزك برينز (الإنجليزية)
- بربارة إرينريك على موقع إن إن دي بي (الإنجليزية)
- بربارة إرينريك على موقع قاعدة بيانات الفيلم (الإنجليزية)